# 엔프로텍트 게임가드
엔프로텍트 게임가드(NProtect GameGuard)는 잉카인터넷이 개발한 안티치팅 루트킷이다. 잠재적인 악성 애플리케이션을 차단하고 일반적인 치팅 방식들을 미리 막기 위해 수많은 온라인 게임에 널리 설치된다. 엔프로텍트 게임가드는 온라인 게임 기업들과 포털 사이트들을 대상으로 B2B2C 보안 서비스를 제공한다. 이 소프트웨어는 온라인 게임 보안 시장을 지배하는 3개의 소프트웨어 프로그램들 중 하나로 간주된다.
게임가드는 치트 소프트웨어의 실행을 사전적으로 막기 위해 루트킷을 사용한다. 게임가드는 게임 애플리케이션 프로세스를 숨기고 모든 메모리 영역을 모니터링하며 게임 벤더와 잉카인터넷이 치트로 정의한 애플리케이션들을 종료시키고 DirectX 함수와 윈도우 API로의 특정 호출을 차단시키고 키보드 입력을 키로깅하며 잠재적인 새로운 위협이 표면화되면 변경사항을 스스로 업데이트한다.

## 게임 가드를 사용하는 온라인 게임 목록
- 아틀란티카 (비디오 게임)
- 카발 온라인
- 다크에덴
- 드래고니카
- 엘소드 (2017년 3월 29일 기준으로는 더 이상 사용 안 함)
- 프리프
- 그랜드체이스
- 리니지 (비디오 게임), 리니지2
- 씰 온라인
- 판타시 스타 온라인
- 메틴2
- 팡야
- 배틀그라운드 (비디오 게임)
- 라테일
- 메이플스토리
- 판타지 스타 온라인 2
- 위메이드 엔터테인먼트
- 란 온라인
- 대항해시대 온라인